# Radiometrikus kormeghatározás
A radiometrikus kormeghatározás olyan tudományos technika az anyagok korának meghatározására, amely a természetben előforduló radionuklidok, ill. radioizotópok felezési idejének és jelenlegi gyakoriságának ismeretén alapszik. E módszer biztosítja legfontosabb információforrásunkat a Föld korának és az evolúció sebességének meghatározásában. Pontosság, költségek és az alkalmazott időskála alapján többféle radiometrikus kormeghatározási mód létezik.

## Alapok
Minden közönséges anyagot kémiai elemek atomjai építenek fel. Egy-egy elemet az atommagja által tartalmazott protonok száma határoz meg, melyet rendszámnak nevezünk. Egy adott elemnek különböző izotópjai léteznek, amelyek az atommagjukban lévő neutronok számában térnek el egymástól. Egy konkrét elem adott izotópja a létező nuklidok egyike. Az egyes nuklidokat (a magizomereket nem tekintve) a magjuk eltérő összetétele (protonszáma és neutronszáma) különbözteti meg egymástól. Egyes nuklidok eredendően instabilak. Az ilyen radionuklidok idővel egy másik nukliddá alakulnak át egy spontán (önmagától végbemenő) folyamatban, amelyet radioaktív bomlásnak nevezünk. A radioaktív bomlás során a bomló mag (anya, P mint parent, azaz szülő) úgy alakul át a másikká (leány, D mint daughter), hogy közben valamilyen sugárrészecskét (pl. negatív béta-bomlás esetében elektront és antineutrínót, ill. alfa-bomlás esetében alfa-részecskét) vagy gamma-fotont bocsát ki, miközben (kinetikus) energia is felszabadul, melyet elsősorban a sugárrészecske, másodsorban a visszalökődő leánynuklid visz el.
Bár egy adott radionuklid (P) atomjai véletlenszerű időpontokban bomlanak el, ha sok egyforma radioaktív atomot tekintünk egyszerre, akkor a bomlatlan atomok P száma egyszerű exponenciális csökkenést mutat az idő függvényében, melyet a P nuklid felezési ideje jellemez. Ez azt jelenti, hogy a felezési idő elteltével az adott nuklid atomjainak fele a D leánynukliddá bomlik el, fele pedig változatlan állapotban megmarad. Sok radionuklid bomlási terméke (leánynuklidja) maga is radioaktív, és így tovább, miáltal egész bomlási láncok (bomlássorok) alakulhatnak ki, melyek valamilyen stabil nuklid keletkezésével érnek véget. Ha az „ősanya” sokkal hosszabb felezési idejű leányainál, akkor egy idő után ún. radioaktív egyensúly jön létre közte és a termékei között. Ilyenkor az ősanya felezési ideje lesz mérvadó az egész bomlássorra egészen a stabil végtermékig, azaz a köztes termékek „nem számítanak”, ti. kinetikai szempontból olyan, mintha az anya (P) egyetlen lépésben bomlana a stabil végtermékké (D). A radiometrikus kormeghatározásra használható radionuklidok felezési ideje néhány ezer évtől néhány milliárd évig terjed.
A felezési idő (az elektronbefogást kivéve) kizárólag a mag tulajdonságaitól függ, nem befolyásolja sem a hőmérséklet, sem a nyomás, sem a kémiai környezet, sem a mágneses vagy elektromos mező jelenléte, sem más külső tényező. Tehát ha egy anyag egy meghatározott radionuklid atomjait tartalmazza, akkor a bomlás mértéke és a stabil termék mennyisége ideális esetben csak az eltelt időtől függ. Ez egy olyan időmérő eszközt ad a kezünkbe, mely adott esetben elárulja, hogy pl. mennyi idő telt el azóta, hogy az illető radionuklid az anyagba (pl. egy adott kőzetbe) került.
A különböző anyagok kialakulásának folyamatai gyakran szelektívek abból a szempontból, hogy az anyagba mely alkotóelemek kerülnek bele. Ideális esetben az anyagba csak az anyanuklid kerül a keletkezéskor, a bomlástermék nem. Ilyenkor az anyag vizsgálatakor a benne talált bomlástermékek már az anyag „életében” keletkeztek. Ha az anyagba a keletkezésekor a bomlástermék is belekerül, akkor a kormeghatározáshoz tudni kell, milyen arányban álltak egymással eredetileg. A bomlástermék(ek között) nem lehet kis molekulájú gáz, mert az könnyen kiszökik a vizsgált anyagból, az anyanuklidnak pedig elegendően hosszú felezési idejűnek kell lennie ahhoz, hogy jól mérhető mennyiség maradjon meg belőle az anyagban. A vizsgálat további feltétele, hogy se az anyanuklid, se a bomlástermék ne keletkezhessen egyéb folyamatokban, mert az értékelhetetlenné tenné a vizsgálati eredményt. Továbbá a bomlástermékek és az anyanuklid izolálására és elemzésére használt módszereknek is áttekinthetőknek és megbízhatóknak kell lenniük.
Előfordulhat, hogy egy szilárd anyag (pl. ásvány vagy kőzet), melyből a bomlástermék normális körülmények között nem képes kidiffundálni, hevítés hatására mégiscsak kibocsátja magából az addig felhalmozódott bomlásterméket, nullára állítva ezzel a radiometrikus „órát”. A hőmérséklet, amelyen ez megtörténik a „blokkoló hőmérséklet”, amely jellemző az anyagra.
Az egyszerűbb radiometrikus kormeghatározó módszerek legtöbbjével szemben az izokron-kormeghatározás, amely sok bomlás esetében alkalmazható (lásd a rubídium–stroncium kormeghatározást), nem igényli a kezdeti atomarányok ismeretét.

### A koregyenlet
A radioaktív bomlást a geológiai időhöz kötő matematikai modell, az úgynevezett koregyenlet, a következő:
{\displaystyle t={\frac {1}{\lambda }}{\ln \left(1+{\frac {D}{P}}\right)},}
amelyben
{\displaystyle t=} a minta kora
{\displaystyle D=} a stabil bomlástermék (leánynuklid) atomjainak száma a mintában
{\displaystyle P=} az eredeti radionuklid (anya) atomjainak száma a mintában
{\displaystyle \lambda =} az anyag bomlási állandója
{\displaystyle \ln =} természetes logaritmus
A bomlási állandó egyenesen arányos annak a valószínűségével, hogy egyetlen kiszemelt radioaktív atom egy adott rövid {\displaystyle \Delta t} időtartamon belül fog elbomlani.
A bomlási állandó a {\displaystyle \tau } közepes élettartam reciproka, és fordítottan arányos a felezési idővel: {\displaystyle T_{1/2}=} az anyanuklid felezési ideje, amelynek értékét pl. valamilyen rendszeresen frissített internetes adatbázisból tudhatjuk meg. Az utóbbiak nagy része interaktív nuklidtérképet, más részük ugyancsak interaktív periódusos rendszert használ felhasználói interfészként.

## A radiometrikus kormeghatározás típusai
- argon–argon (Ar–Ar)
- hasadáskövető kormeghatározás
- hélium–hélium (He–He)
- jód–xenon (I–Xe)
- lantán–bárium (La–Ba)
- ólom–ólom (Pb–Pb)
- lutécium–hafnium (Lu–Hf)
- neon–neon (Ne–Ne)
- optikailag stimulált fénykibocsátási kormeghatározás
- kálium–argon (K–Ar)
- szénizotópos kormeghatározás (C–N)
- rénium–ozmium (Re–Os)
- rubídium–stroncium (Rb–Sr)
- szamárium–neodímium (Sm–Nd)
- urán–ólom (U–Pb)
- urán–ólom–hélium (U–Pb–He)
- urán–tórium (U–Th)
- urán–urán (U–U)